# Voleibol nos Jogos Centro-Americanos e do Caribe de 2018 - Masculino
O torneio de voleibol masculino dos Jogos Centro-Americanos e do Caribe de 2018 foi a 22ª edição desta variante organizado pela ODECABE e Comité Olímpico Colombiano, em parceria com a NORCECA  realizado no período de 28 de julho a 2 de agosto com as partidas realizadas no Humberto Perea Coliseum na capital da Barranquilla, Colômbia. Oito equipes estiveram participando do torneio.

## Seleções participantes
As seguintes seleções participaram dos Jogos Centro-Americanos e do Caribeː
| Equipe               | Última participação |
| -------------------- | ------------------- |
| Colômbia             | (Sede), 7º em 2014  |
| Cuba                 | 3º em 2014          |
| República Dominicana | 1º em 2014          |
| Guatemala            | ?                   |
| México               | 4º em 2014          |
| Porto Rico           | 2º em 2014          |
| Trinidad e Tobago    | 8º em 2014          |
| Venezuela            | 5º em 2014          |

## Formato da disputa
O torneio é dividido em duas fases: fase classificatória e fase final. 
Na fase preliminar as 8 equipes participantes foram divididas em dois grupos de 4 equipes, cada grupo foi jogado com um sistema de todos contra todos e as equipes foram classificadas de acordo com os seguintes critérios:
1. Maior número de partidas ganhas.
2. Maior número de pontos obtidos, que são concedidos da seguinte forma:
  - Partida com resultado final 3-0: 5 pontos para o vencedor e 0 pontos para o perdedor.
  - Partida com resultado final 3-1: 4 pontos para o vencedor e 1 pontos para o perdedor.
  - Partida com resultado final 3-2: 3 pontos para o vencedor e 2 pontos para o perdedor.
3. Proporção entre pontos ganhos e pontos perdidos (razão de pontos).
4. Proporção entre os sets ganhos e os sets perdidos (relação Sets).
5. Se o empate persistir entre duas equipes, a prioridade é dada à equipe que venceu a última partida entre as equipes envolvidas.
6. Se o empate persistir entre três equipes ou mais, uma nova classificação será feita levando-se em conta apenas as partidas entre as equipes envolvidas.

## Fase classificatória
Classificação

## Grupo A
|     |                      |     | Jogos | Jogos | Jogos | Resultados | Resultados | Resultados | Resultados | Resultados | Resultados | Sets | Sets | Sets  | Pontos | Pontos | Pontos |
| Pos | Equipe               | Pts | T     | V     | D     | 3–0        | 3–1        | 3–2        | 2–3        | 1–3        | 0–3        | V    | P    | R     | V      | P      | R      |
| --- | -------------------- | --- | ----- | ----- | ----- | ---------- | ---------- | ---------- | ---------- | ---------- | ---------- | ---- | ---- | ----- | ------ | ------ | ------ |
| 1   | Cuba                 | 9   | 3     | 3     | 0     | 3          | 0          | 0          | 0          | 0          | 0          | 9    | 0    | MAX   | 227    | 174    | 1.305  |
| 2   | México               | 6   | 3     | 2     | 1     | 1          | 1          | 0          | 0          | 0          | 1          | 6    | 4    | 1.500 | 228    | 216    | 1.056  |
| 3   | Venezuela            | 2   | 3     | 1     | 2     | 0          | 0          | 1          | 0          | 1          | 1          | 4    | 8    | 0.500 | 258    | 272    | 0.949  |
| 4   | República Dominicana | 1   | 3     | 0     | 3     | 0          | 0          | 0          | 1          | 0          | 2          | 2    | 9    | 0.222 | 207    | 258    | 0.802  |

Resultados
| Data   | Hora  |                      | Placar |                      | Set 1 | Set 2 | Set 3 | Set 4 | Set 5 | Total   | Relatório |
| ------ | ----- | -------------------- | ------ | -------------------- | ----- | ----- | ----- | ----- | ----- | ------- | --------- |
| 28 jul | 17:00 | ' Cuba '             | 3–0    | Venezuela            | 25–21 | 27–25 | 25–21 |       |       | 77–67   | 77–67     |
| 28 jul | 19:00 | República Dominicana | 0–3    | ' México'            | 24–26 | 20-25 | 13-25 |       | 57–76 | 114–102 |           |
| 29 jul | 17:00 | ' Venezuela '        | 3–2    | República Dominicana | 18–25 | 25–17 | 25–23 | 24-26 | 15-11 | 107–65  | 107–102   |
| 29 jul | 19:00 | ' Cuba '             | 3–0    | México               | 25–23 | 25–18 | 25–18 |       |       | 75–59   | 75–59     |
| 30 jul | 17:00 | ' México '           | 3–1    | Venezuela            | 25–19 | 18–25 | 25–22 | 25-18 |       | 93–66   | 93–84     |
| 30 jul | 19:00 | República Dominicana | 0–3    | ' Cuba'              | 22–25 | 12–25 | 14–25 |       |       | 48–75   | 48–75     |

## Grupo B
|     |                   |     | Jogos | Jogos | Jogos | Resultados | Resultados | Resultados | Resultados | Resultados | Resultados | Sets | Sets | Sets  | Pontos | Pontos | Pontos |
| Pos | Equipe            | Pts | T     | V     | D     | 3–0        | 3–1        | 3–2        | 2–3        | 1–3        | 0–3        | V    | P    | R     | V      | P      | R      |
| --- | ----------------- | --- | ----- | ----- | ----- | ---------- | ---------- | ---------- | ---------- | ---------- | ---------- | ---- | ---- | ----- | ------ | ------ | ------ |
| 1   | Porto Rico        | 9   | 3     | 3     | 0     | 3          | 0          | 0          | 0          | 0          | 0          | 9    | 0    | MAX   | 226    | 156    | 1.449  |
| 2   | Colômbia          | 5   | 3     | 2     | 1     | 1          | 0          | 1          | 0          | 0          | 1          | 6    | 5    | 1.200 | 243    | 234    | 1.038  |
| 3   | Guatemala         | 3   | 3     | 1     | 2     | 0          | 1          | 0          | 0          | 0          | 2          | 3    | 7    | 0.429 | 206    | 237    | 0.869  |
| 4   | Trinidad e Tobago | 1   | 3     | 0     | 3     | 0          | 0          | 0          | 1          | 1          | 1          | 3    | 9    | 0.333 | 230    | 278    | 0.827  |

Resultados
| Data   | Hora  |                   | Placar |                   | Set 1 | Set 2 | Set 3 | Set 4 | Set 5 | Total  | Relatório |
| ------ | ----- | ----------------- | ------ | ----------------- | ----- | ----- | ----- | ----- | ----- | ------ | --------- |
| 28 jul | 15:08 | ' Porto Rico '    | 3–0    | Guatemala         | 25–14 | 25–16 | 25–17 |       |       | 75–47  | 75–47     |
| 28 jul | 21:08 | ' Colômbia '      | 3–2    | Trinidad e Tobago | 19–25 | 25–19 | 22–25 | 25-19 | 15-8  | 106–69 | 106–96    |
| 29 jul | 15:00 | Trinidad e Tobago | 0–3    | ' Porto Rico'     | 11–25 | 18–25 | 19–25 |       |       | 48–75  | 48–75     |
| 29 jul | 21:00 | ' Colômbia '      | 3–0    | Guatemala         | 25–17 | 25–21 | 26–24 |       |       | 76–62  | 76–62     |
| 30 jul | 15:00 | ' Guatemala '     | 3–1    | Trinidad e Tobago | 25–22 | 25–17 | 22–25 | 25-22 |       | 97–64  | 97–86     |
| 30 jul | 21:00 | Colômbia          | 0–3    | ' Porto Rico'     | 17–25 | 24–26 | 20–25 |       |       | 61–76  | 61–76     |

## Fase final

### Chaveamento final
|  | Quartas de finais | Quartas de finais | Quartas de finais |  |  | Semifinais | Semifinais | Semifinais |  |  | Final    | Final      | Final    |
|  |                   |                   |                   |  |  |            |            |            |  |  |          |            |          |
|  |                   |                   |                   |  |  | B1         | Porto Rico | 3          |  |  |          |            |          |
|  | A2                | México            | 3                 |  |  | A2         | México     | 1          |  |  |          |            |          |
|  | B3                | Guatemala         | 0                 |  |  |            |            |            |  |  | SF1      | Porto Rico | 0        |
|  |                   |                   |                   |  |  |            |            |            |  |  | SF2      | Colômbia   | 0        |
|  |                   |                   |                   |  |  | A1         | Cuba       | 2          |  |  |          |            |          |
|  | B2                | Colômbia          | 3                 |  |  | Q2         | Colômbia   | 3          |  |  | 3° lugar | 3° lugar   | 3° lugar |
|  | A3                | Venezuela         | 2                 |  |  |            |            |            |  |  | SF1      | México     | 3        |
|  |                   |                   |                   |  |  |            |            |            |  |  | SF2      | Cuba       | 2        |

### Quartas de final
| Data   | Hora  |              | Placar |           | Set 1 | Set 2 | Set 3 | Set 4 | Set 5 | Total  | Relatório |
| ------ | ----- | ------------ | ------ | --------- | ----- | ----- | ----- | ----- | ----- | ------ | --------- |
| 31 jul | 19:00 | ' México '   | 3–0    | Guatemala | 25–12 | 25–15 | 25–11 |       |       | 75–38  | 75–38     |
| 31 jul | 21:00 | ' Colômbia ' | 3–2    | Venezuela | 23–25 | 25–22 | 26–28 | 26-24 | 15-13 | 115–75 | 115–112   |

### Classificação do 5° ao 8° lugares
| Data  | Hora  |               | Placar |                         | Set 1 | Set 2 | Set 3 | Set 4 | Set 5 | Total | Relatório |
| ----- | ----- | ------------- | ------ | ----------------------- | ----- | ----- | ----- | ----- | ----- | ----- | --------- |
| 1 ago | 15:00 | ' Venezuela ' | 3–0    | Trinidad e Tobago       | 25–16 | 25–16 | 25–17 |       |       | 75–49 | 75–49     |
| 1 ago | 17:00 | Guatemala     | 0–3    | ' República Dominicana' | 19–25 | 19–25 | 20–25 |       |       | 58–75 | 58–75     |

### Semifinais
| Data  | Hora  |              | Placar |               | Set 1 | Set 2 | Set 3 | Set 4 | Set 5 | Total  | Relatório |
| ----- | ----- | ------------ | ------ | ------------- | ----- | ----- | ----- | ----- | ----- | ------ | --------- |
| 1 ago | 19:00 | México       | 1–3    | ' Porto Rico' | 29–27 | 23–25 | 15–25 | 22-25 |       | 89–77  | 89–102    |
| 1 ago | 21:00 | ' Colômbia ' | 3–2    | Cuba          | 20–25 | 25–11 | 20–25 | 30-28 | 23-21 | 118–61 | 118–110   |

### Sétimo lugar
| Data  | Hora  |                   | Placar |              | Set 1 | Set 2 | Set 3 | Set 4 | Set 5 | Total | Relatório |
| ----- | ----- | ----------------- | ------ | ------------ | ----- | ----- | ----- | ----- | ----- | ----- | --------- |
| 2 ago | 15:00 | Trinidad e Tobago | 1–3    | ' Guatemala' | 22–25 | 25–27 | 25–23 | 17-25 |       | 89–75 | 89–100    |

### Quinto lugar
| Data  | Hora  |               | Placar |                      | Set 1 | Set 2 | Set 3 | Set 4 | Set 5 | Total | Relatório |
| ----- | ----- | ------------- | ------ | -------------------- | ----- | ----- | ----- | ----- | ----- | ----- | --------- |
| 2 ago | 17:00 | ' Venezuela ' | 3–0    | República Dominicana | 25–17 | 25–20 | 25–11 |       |       | 75–48 | 75–48     |

### Terceiro lugar
| Data  | Hora  |        | Placar |      | Set 1 | Set 2 | Set 3 | Set 4 | Set 5 | Total  | Relatório |
| ----- | ----- | ------ | ------ | ---- | ----- | ----- | ----- | ----- | ----- | ------ | --------- |
| 2 ago | 19:00 | México | 3–2    | Cuba | 22–25 | 20–25 | 25–23 | 25-22 | 15-8  | 107–73 | P2P3      |

### Final
| Data  | Hora  |            | Placar |          | Set 1 | Set 2 | Set 3 | Set 4 | Set 5 | Total | Relatório |
| ----- | ----- | ---------- | ------ | -------- | ----- | ----- | ----- | ----- | ----- | ----- | --------- |
| 2 ago | 21:00 | Porto Rico | 3–0    | Colômbia | 25–14 | 25–21 | 25–14 |       |       | 75–49 | P2P3      |